# 波伊马河 (比留萨河支流)
波伊馬河（羅馬化：Poyma）是俄羅斯的河流，屬於比留薩河的左支流，由伊爾庫茨克州和克拉斯诺亚尔斯克边疆区負責管轄，河道全長382公里，流域面積8,640平方公里，河水主要來自融雪，每年十月至翌年五月結冰。